# Paricutín
Paricutín (hiszp. Volcán de Paricutín) – wulkan w środkowym Meksyku, w stanie Michoacán, w pobliżu wioski o tej samej nazwie. Powstał w 1943 roku, dając wulkanologom możliwość obserwacji procesu powstawania wulkanów. Obecnie Paricutín wznosi się na wysokość 3170 m n.p.m.

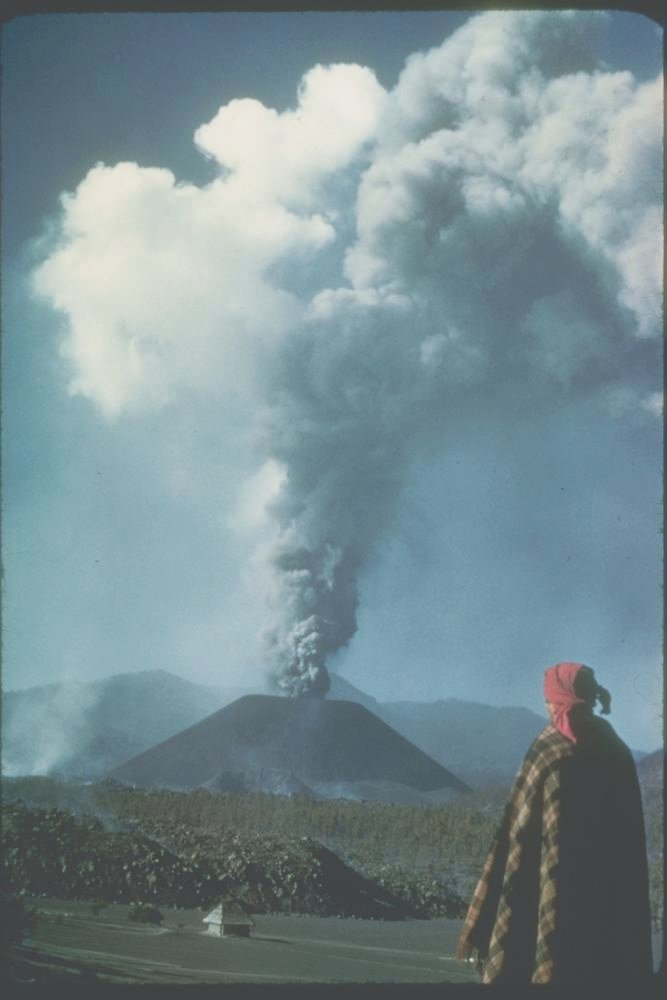
Wulkan Paricutín w 1943

Wulkan Paricutín zaczął się formować 20 lutego 1943, kiedy na polu kukurydzy powstała niewielka szczelina. Zjawisko obserwował właściciel pola, miejscowy rolnik Dioniso Pulido.
Otwarcie się szczeliny zapowiadały już wcześniej tajemnicze grzmoty, które słyszeli mieszkańcy wsi Paricutín na kilka tygodni przed pojawieniem się szczeliny. W ciągu pierwszego dnia aktywności powstał stożek o wysokości 50 m, a w ciągu tygodnia jego wysokość powiększyła się dwukrotnie.
W marcu aktywność wulkanu wzrosła. Wulkan wyrzucał w powietrze słupy popiołów wulkanicznych, które opadały na pobliskie wioski Paricutín i San Juan Parangaricutiro. 12 lipca rozpoczęły się wylewy lawy, której potoki zaczęły się zbliżać do wioski, którą wkrótce ewakuowano. W sierpniu mieszkańcy San Juan opuścili miasto zasypane przez popioły i lawę. Obecnie o jego istnieniu świadczy jedynie wieża kościoła, wystająca ponad poziom lawy.

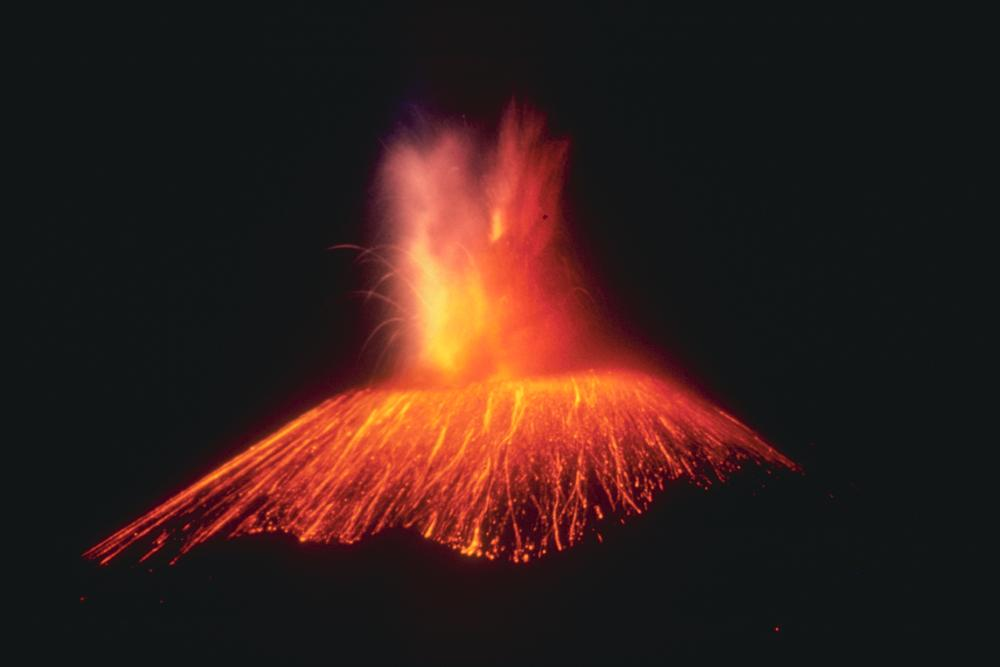
Pierwotna erupcja (1943)

Podczas pierwszego, najbardziej intensywnego roku działalności, kiedy wulkan wyrzucał głównie materiał piroklastyczny, powstał stożek o wysokości 275 metrów. Wulkan był aktywny przez kolejne osiem lat, ale okres ten charakteryzował się głównie spokojnymi wylewami lawy. Jego aktywność stopniowo malała, poza ostatnimi sześcioma miesiącami przed ustaniem aktywności, kiedy nastąpiły bardziej gwałtowne erupcje. Ostatecznie aktywność ustała w 1952 roku.
Zjawiska wulkaniczne nie są czymś nietypowym w Meksyku, ale pojawienie się Paricutín dało naukowcom możliwość przyjrzenia się z bliska narodzinom wulkanu.
Wioska Paricutín była zamieszkiwana przez ludność z plemienia Purepecha.